# 百保鮮卑
百保鲜卑，亦称百保军士，北齐文宣帝高洋精选勇士的兵制名称。
高洋代东魏称皇帝后，在内徙六坊鲜卑之中，加之挑选训练，让他们的勇武可以保一人能相当于百人，任其临阵必死，然后选取。来充当宿卫，于是称之为百保鲜卑。